# Adonisea designata
Adonisea designata är en fjärilsart som beskrevs av Walker 1865. Adonisea designata ingår i släktet Adonisea och familjen nattflyn. Inga underarter finns listade i Catalogue of Life.